# For Life (minialbum)
For Life – piąty minialbum grupy EXO, wydany 19 grudnia 2016 roku przez wytwórnię SM Entertainment. Ukazał się w dwóch wersjach językowych: edycji koreańskiej i mandaryńskiej. Minialbum promowała piosenka o tym samym tytule.
Sprzedał się w nakładzie 442 592 egzemplarzy w Korei Południowej (stan na luty 2017 r.).

## Lista utworów
| CD (wer. kor.) | CD (wer. kor.)                                                | CD (wer. kor.)               | CD (wer. kor.)                                                                          | CD (wer. kor.)                                               | CD (wer. kor.) |
| Nr             | Tytuł utworu                                                  | Tekst                        | Kompozycja                                                                              | Aranżacja                                                    | Długość        |
| -------------- | ------------------------------------------------------------- | ---------------------------- | --------------------------------------------------------------------------------------- | ------------------------------------------------------------ | -------------- |
| 1.             | „For Life”                                                    | Kenzie                       | Kenzie, Matthew Tishler, Aaron Benward                                                  | Kenzie, Matthew Tishler, Aaron Benward                       | 3:58           |
| 2.             | „Falling For You”                                             | Seo Ji-eum                   | DOM, Richard Garcia, Andreas Stone Johansson, Allison Kaplan                            | DOM, Richard Garcia, Andreas Stone Johansson, Allison Kaplan | 3:24           |
| 3.             | „What I Want For Christmas” (wyk. Suho, Baekhyun, Chen, D.O.) | JQ, Seolim (Makeumine Works) | BUM, Chek Parren, J.Lewis, Sidnie Tipton                                                | BUM, Chek Parren                                             | 3:22           |
| 4.             | „Twenty Four” (wyk. Xiumin, Chanyeol, Kai, Sehun)             | Lee Yoo-jin                  | Joseph "Joe Millionaire" Foster, Tay Jasper, Leven Kali, Otha "Vakseen" Davis III, MZMC | Joseph `Joe Millionaire` Foster                              | 3:40           |
| 5.             | „Winter Heat”                                                 | Kim Min-ji                   | Andreas Öberg, Maria Marcus, Andrew Choi                                                | Maria Marcus                                                 | 3:35           |

| CD (wer. chiń.) | CD (wer. chiń.)                                                              | CD (wer. chiń.)                             | CD (wer. chiń.)                                                                         | CD (wer. chiń.)                                              | CD (wer. chiń.) |
| Nr              | Tytuł utworu                                                                 | Tekst                                       | Kompozycja                                                                              | Aranżacja                                                    | Długość         |
| --------------- | ---------------------------------------------------------------------------- | ------------------------------------------- | --------------------------------------------------------------------------------------- | ------------------------------------------------------------ | --------------- |
| 1.              | „For Life” (chn. 一生一事)                                                   | Kenzie, Xiaohan                             | Kenzie, Matthew Tishler, Aaron Benward                                                  | Kenzie, Matthew Tishler, Aaron Benward                       | 3:58            |
| 2.              | „Falling For You” (chn. 億萬分之一的奇跡)                                    | Seo Ji-eum, Yang Yao-cheng                  | Dominique Rodriguez, Richard Garcia, Andreas Stone Johansson, Allison Kaplan            | DOM, Richard Garcia, Andreas Stone Johansson, Allison Kaplan | 3:24            |
| 3.              | „What I Want For Christmas” (chn. 再續冬季) (wyk. Lay, Baekhyun, Chen, D.O.) | JQ, Seolim (Makeumine Works), Wang Jing-yun | BUM, Chek Parren, J.Lewis, Sidnie Tipton                                                | BUM, Chek Parren                                             | 3:22            |
| 4.              | „Twenty Four” (chn. 二十四小時) (wyk. Xiumin, Chanyeol, Kai, Sehun)          | Lee Yoo-jin, Sun Yien                       | Joseph "Joe Millionaire" Foster, Tay Jasper, Leven Kali, Otha "Vakseen" Davis III, MZMC | Joseph `Joe Millionaire` Foster                              | 3:40            |
| 5.              | „Winter Heat” (chn. 暖冬)                                                    | Kim Min-ji, Xiaohan                         | Andreas Öberg, Maria Marcus, Andrew Choi                                                | Maria Marcus                                                 | 3:35            |

## Notowania
| Lista                                 | Najwyższa pozycja |
| ------------------------------------- | ----------------- |
| South Korean Gaon Weekly Albums Chart | 1                 |
| Gaon Monthly Albums Chart             | 1                 |
| Gaon Yearly Albums Chart (2016)       | 3                 |
| Oricon Weekly Albums Chart            | 7                 |